# Alex Sao Paulo
Alex Sao Paulo (a veces también Alex Sao Palo) es un actor porno estadounidense. Su filmografía está centrada en el cine X underground. Por ello, aunque aparece en un gran número de producciones, no es muy conocido. Acostumbra a trabajar con otros actores de trayectoria afín a la suya, tales como John Janeiro, Will Ravage o Dick Nasty.
Está especializado principalmente en las películas de mujeres BBW, es decir, bellas mujeres con sobrepeso (Por ejemplo, la serie Roly Poly Gang Bang). En esta rama su filmografía como actor es verdaderamente extensa. Sus interpretaciones se caracterizan por ser un amante ortodoxo y poco pasional. Más que trabajar con las verdaderas divas del primer BBW (Sindee Williams, Tia Davis, Zaze Jeanette, etc.) suele aparecer con actrices XXL muy poco conocidas.
También está presente en muchas películas destinadas a pornófilos más iniciados, de temática sobre mujeres lactantes (por ejemplo la serie de producciones Lactamania), mujeres extremadamente obesas, es decir, SSBBW o bondage. En sus interpretaciones es inseparable de sus gafas de sol.